# Tietê (rivier)
De Tietê (Portugees: Rio Tietê) is een rivier in de Braziliaanse staat São Paulo. Zij is 1.150 km lang en is vrij bekend in Brazilië, omdat zij door de metropool São Paulo stroomt.
De bron ligt in Salesópolis in de Serra do Mar, op 1120 m hoogte. Hoewel de bron hoogstens 22 km van de zee verwijderd is, stroomt zij in het begin vanwege een bergrug naar de andere richting, het binnenland in. Vanaf de bron stroomt de rivier door de staat São Paulo van het zuidoosten naar het noordwesten totdat zij in een kunstmatig meer stroomt. Dit meer wordt gevormd door de Jupiádam in de Paraná, in de gemeente Três Lagoas, op ongeveer 50 km van het stadje Pereira Barreto.
De naam Tietê komt voor het eerst voor op een kaart uit 1748: op de kaart d'Anville. In het Tupi betekent het "waarachtige rivier", of "waarachtige wateren".

## Bronnen van de Tietê

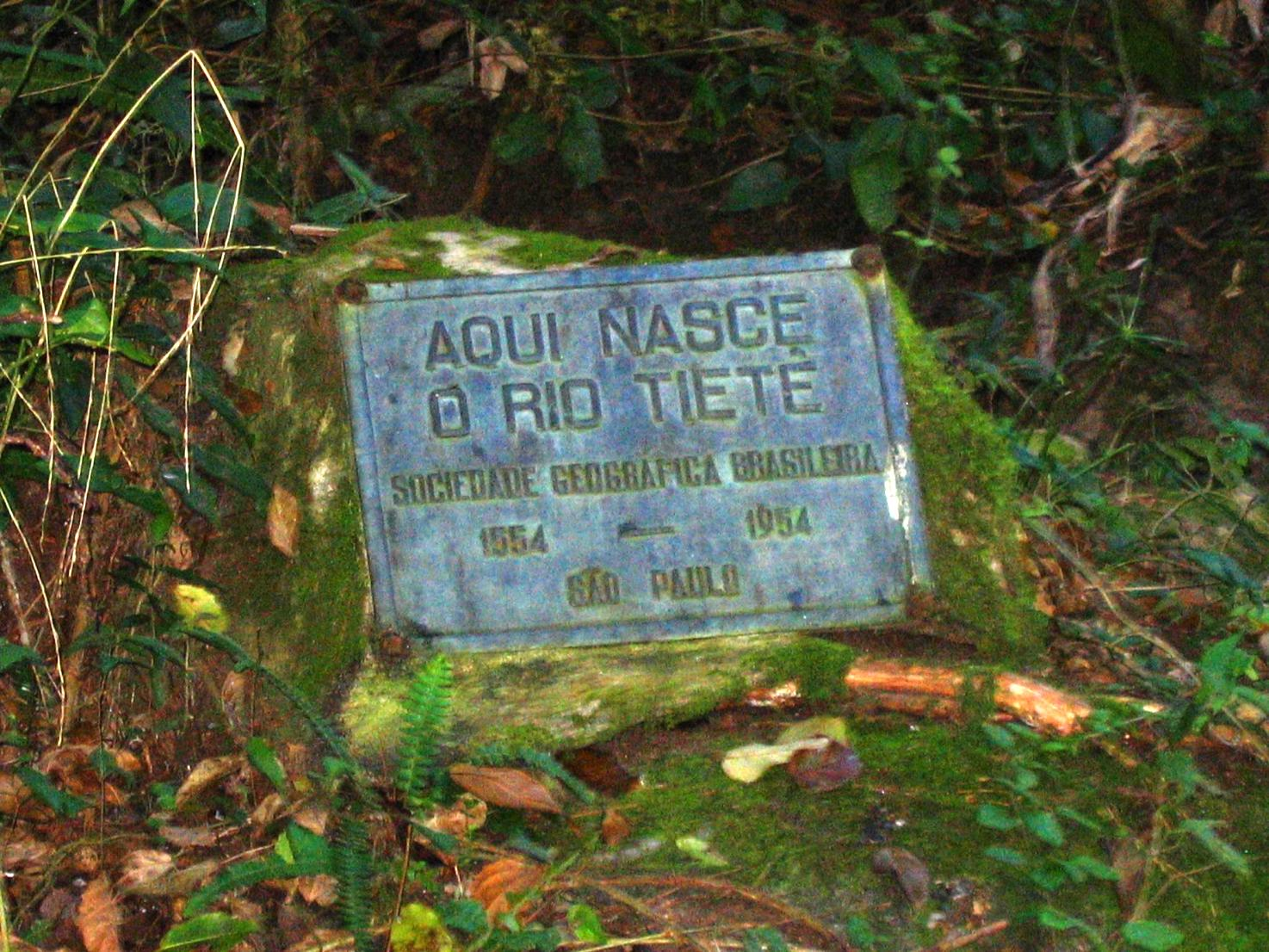
Aanduiding van de bronnen van de Tietê
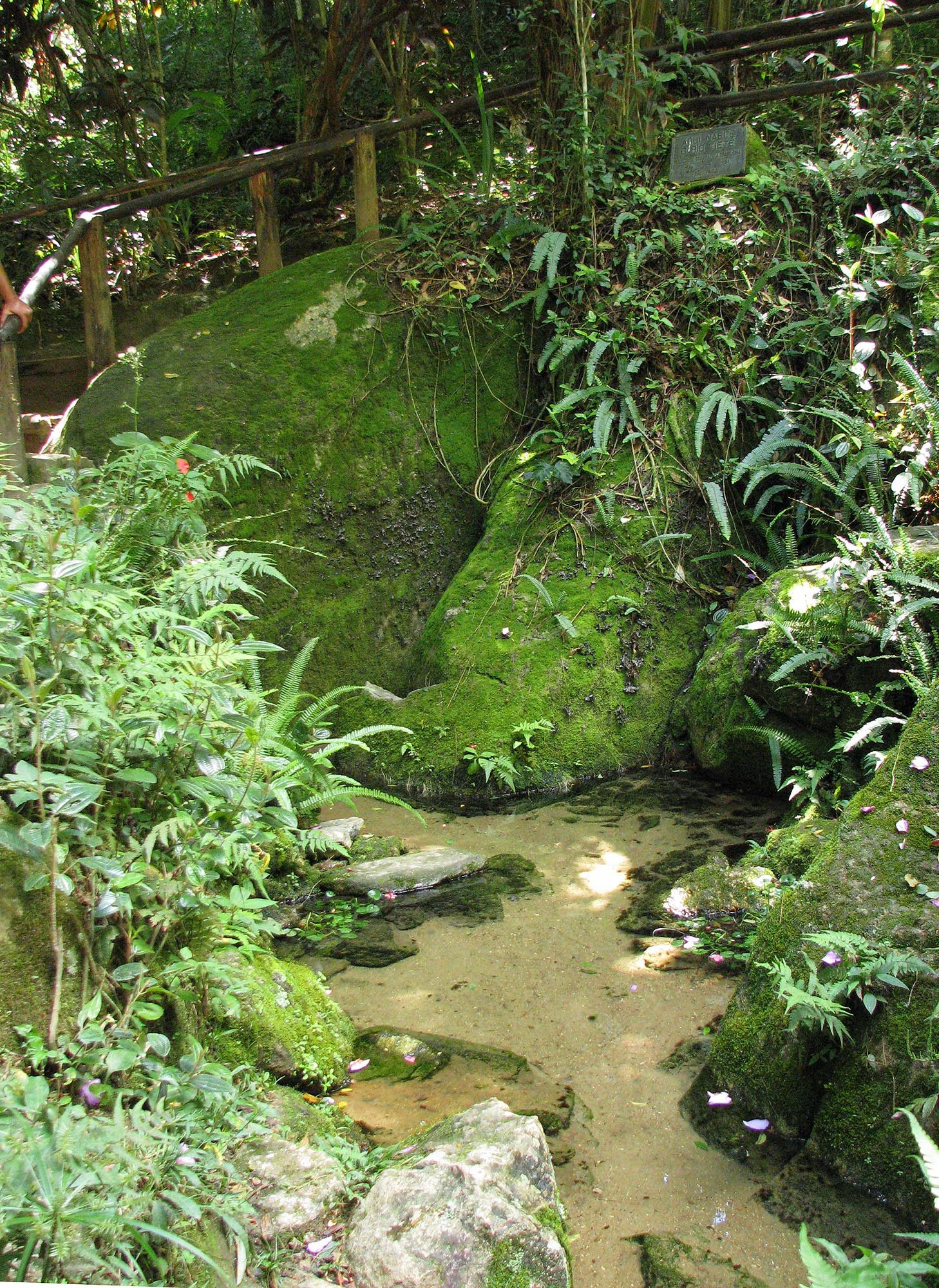
Bron van de Tietê in Salesópolis: het water kabbelt over stenen.

## Stroomgebied

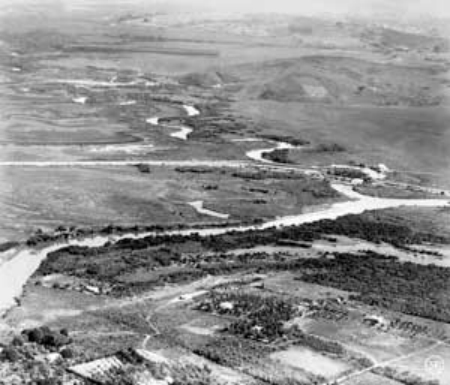
Samenvloeiing van de Pinheiros en de Tietê (1929)

## Gebruik van het hydro-elektrisch potentieel

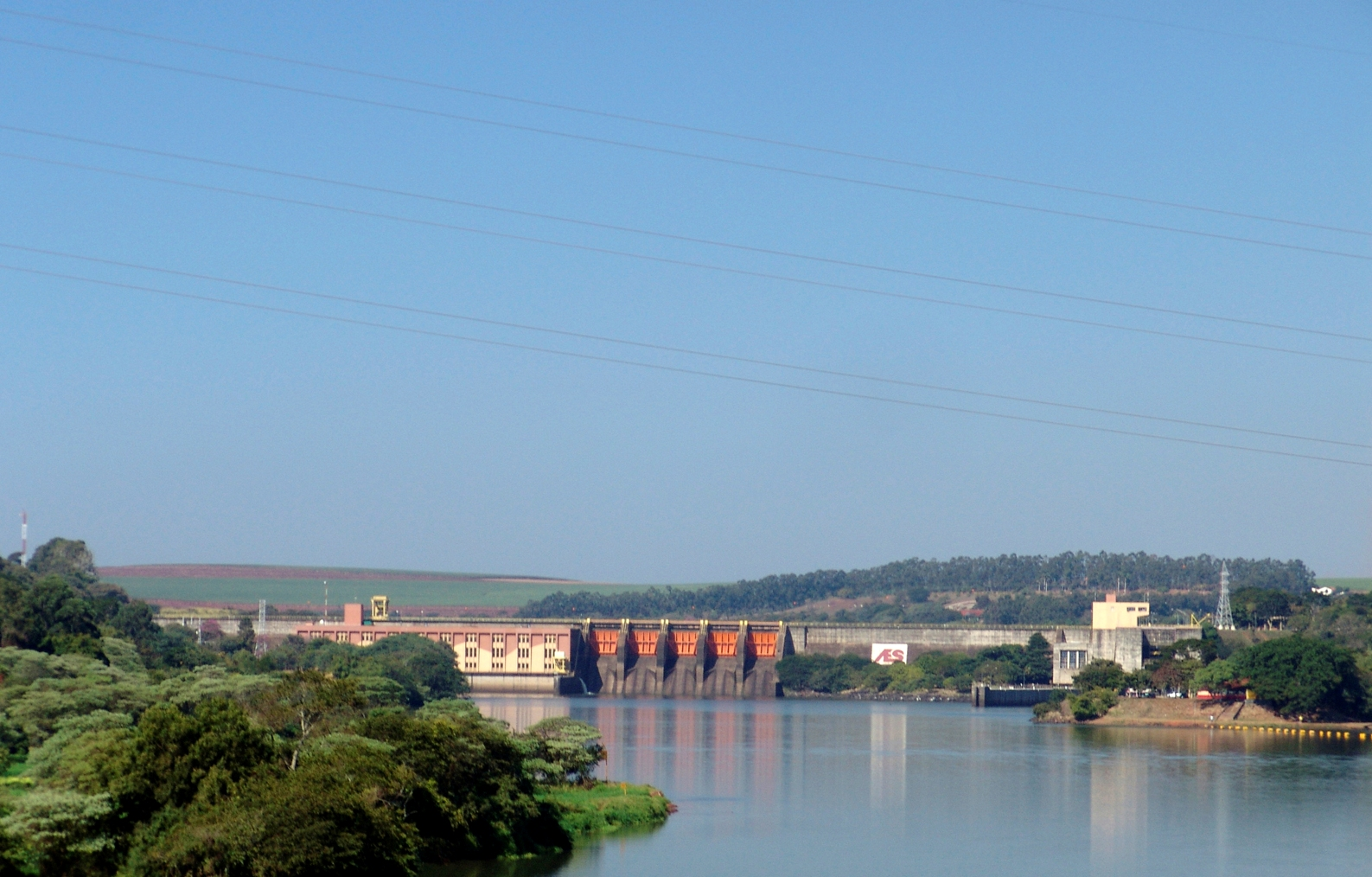
Stuwdam van de Barra Bonita

## Bevaarbaarheid van de waterweg Tietê-Paraná

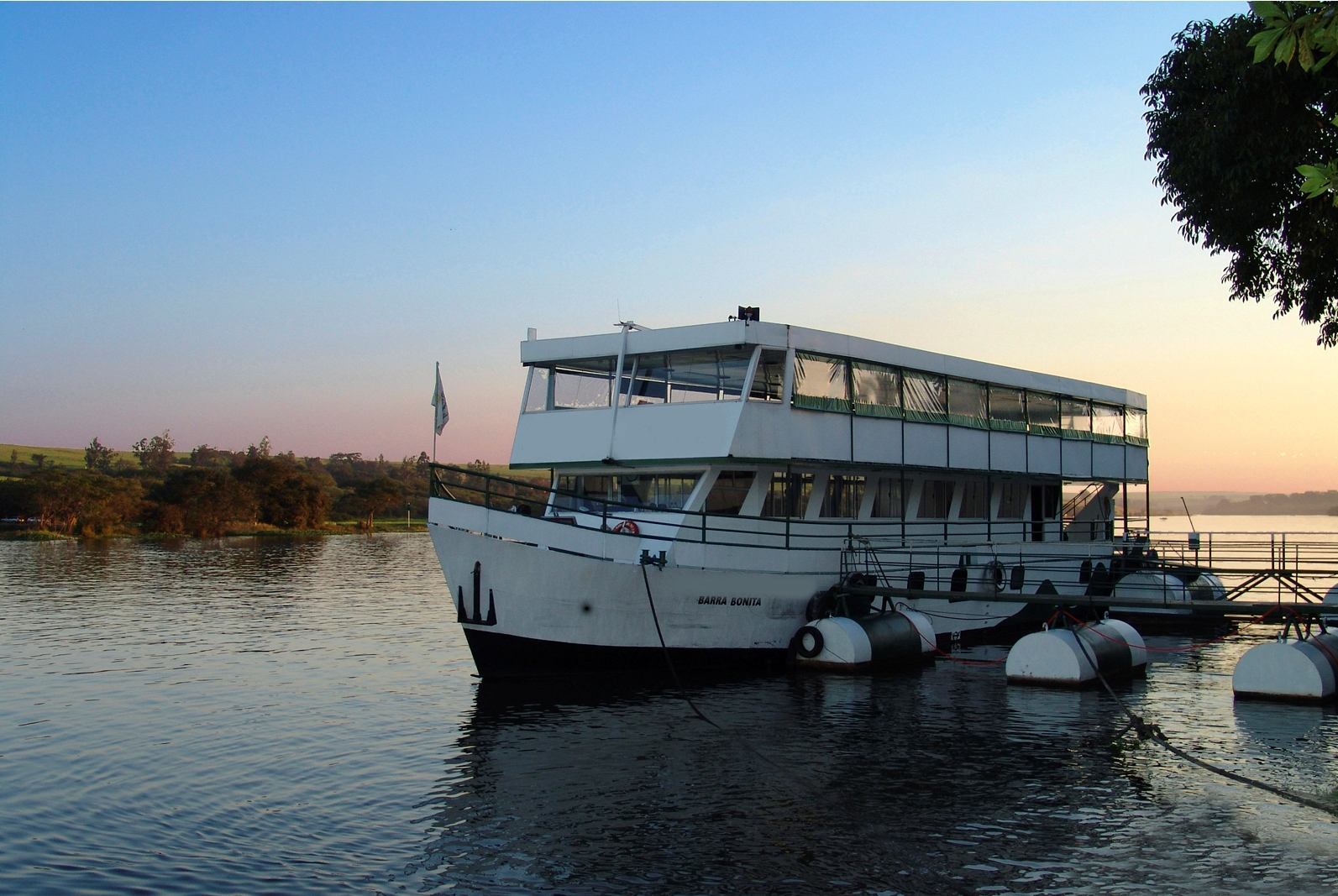
Toerisme in Barra Bonita, in de staat São Paulo.

## Vervuiling en milieudegradatie

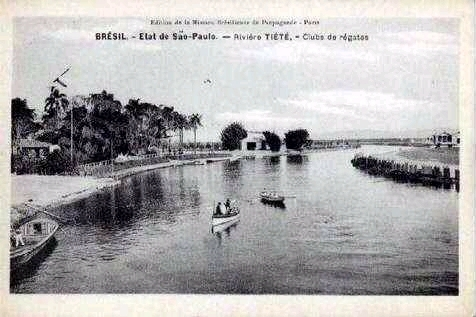
De Tietê rivier in São Paulo, een oude briefkaart.

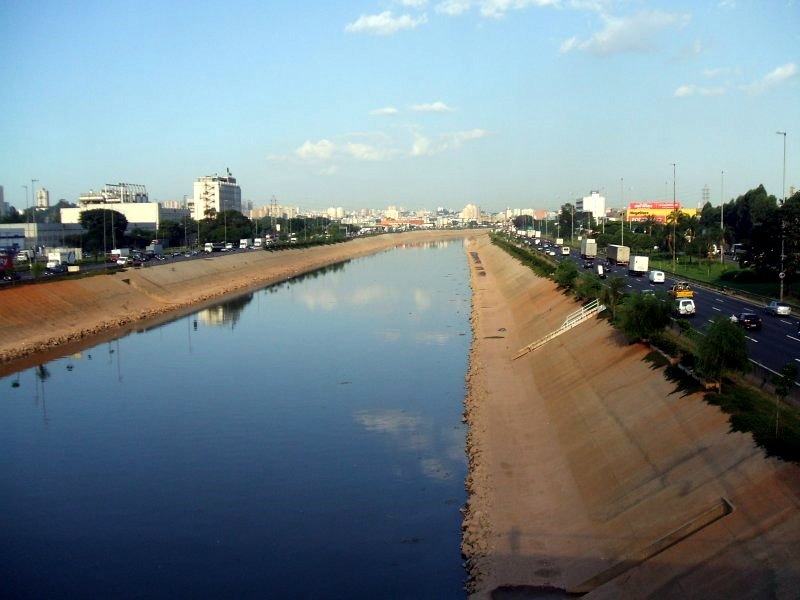
Marginal Tietê, met de Tietê-rivier, in São Paulo.

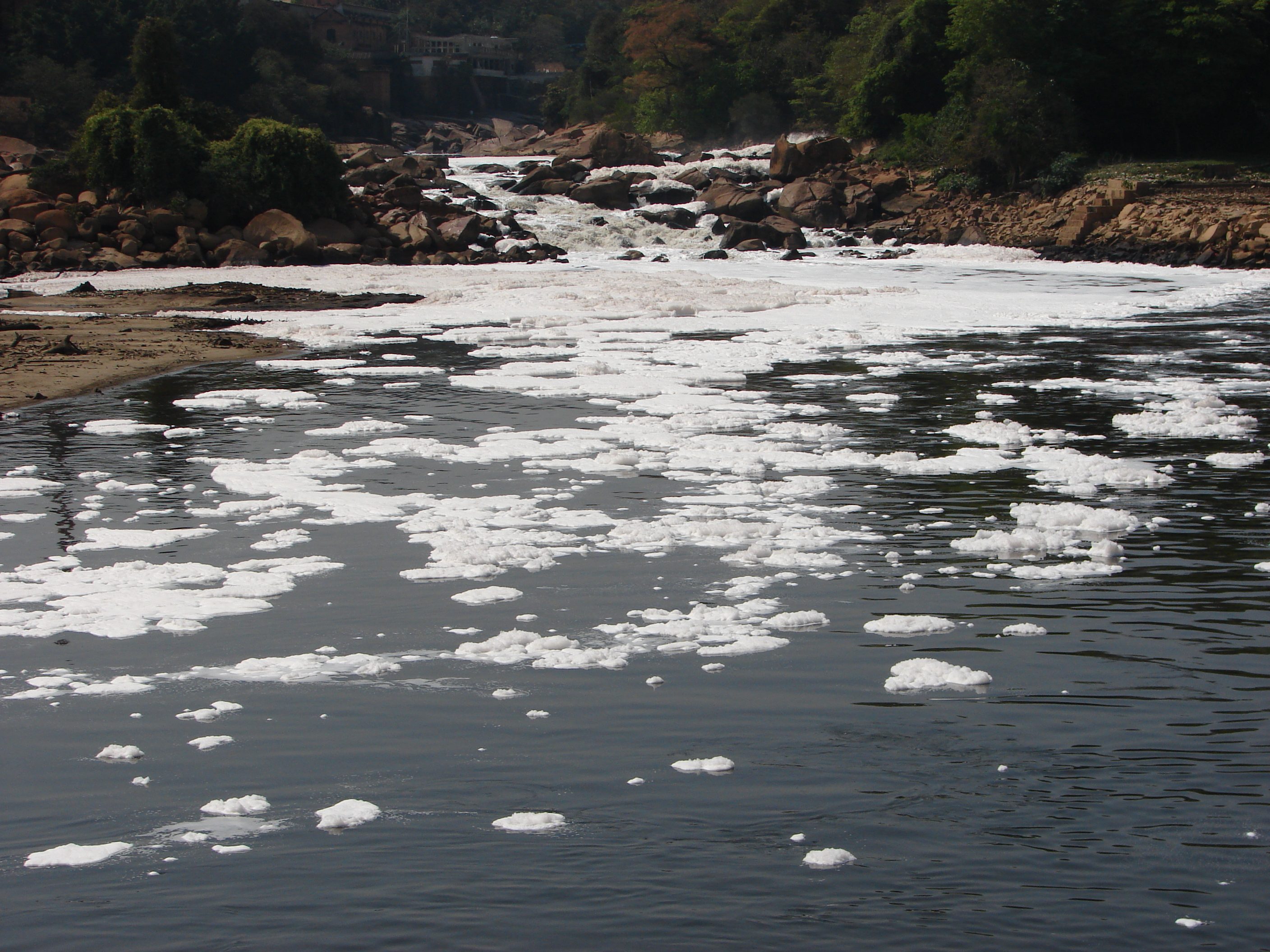
Vervuiling van de stad Salto, binnenstad van São Paulo.

### Het Tietê-project

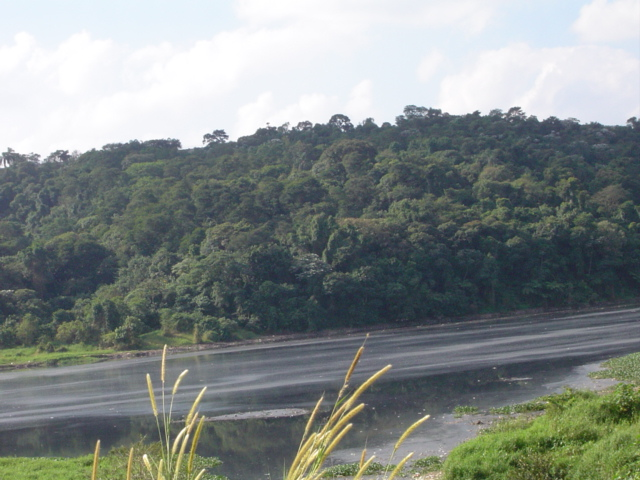
Vervuiling zichtbaar in de wateren van de rivier gaande door Santana de Parnaíba, ten westen van de Metropolitane Regio van São Paulo

## Afkalving en overstromingen

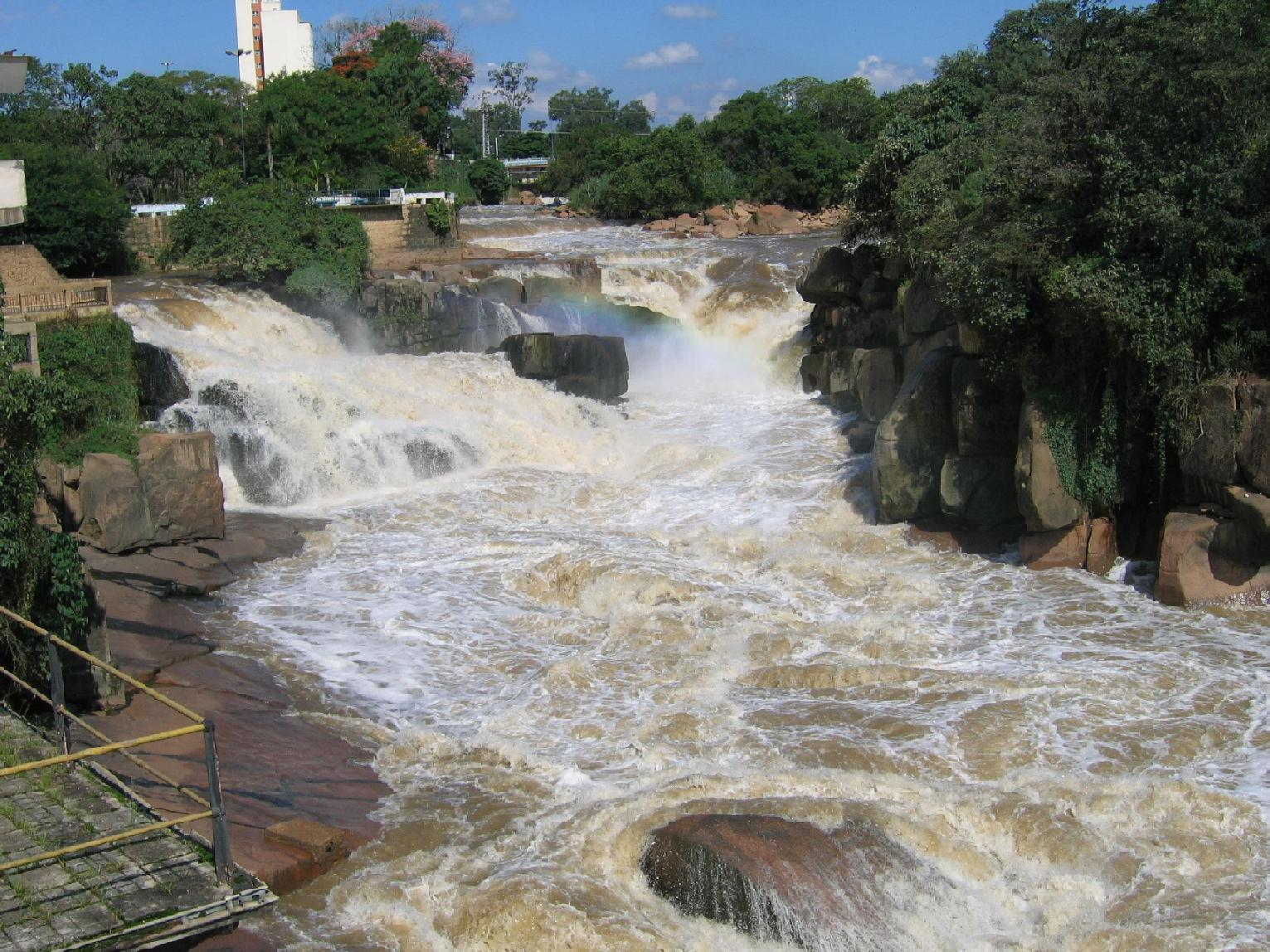
De Tietê in de gemeente Salto.

Doorsnee sectie rivier bij een normale waterstand

Doorsnee na een regenachtige dag: de rivier overstroomt de weg en spoelt over het overstromingsgebied van de hoofdwegen

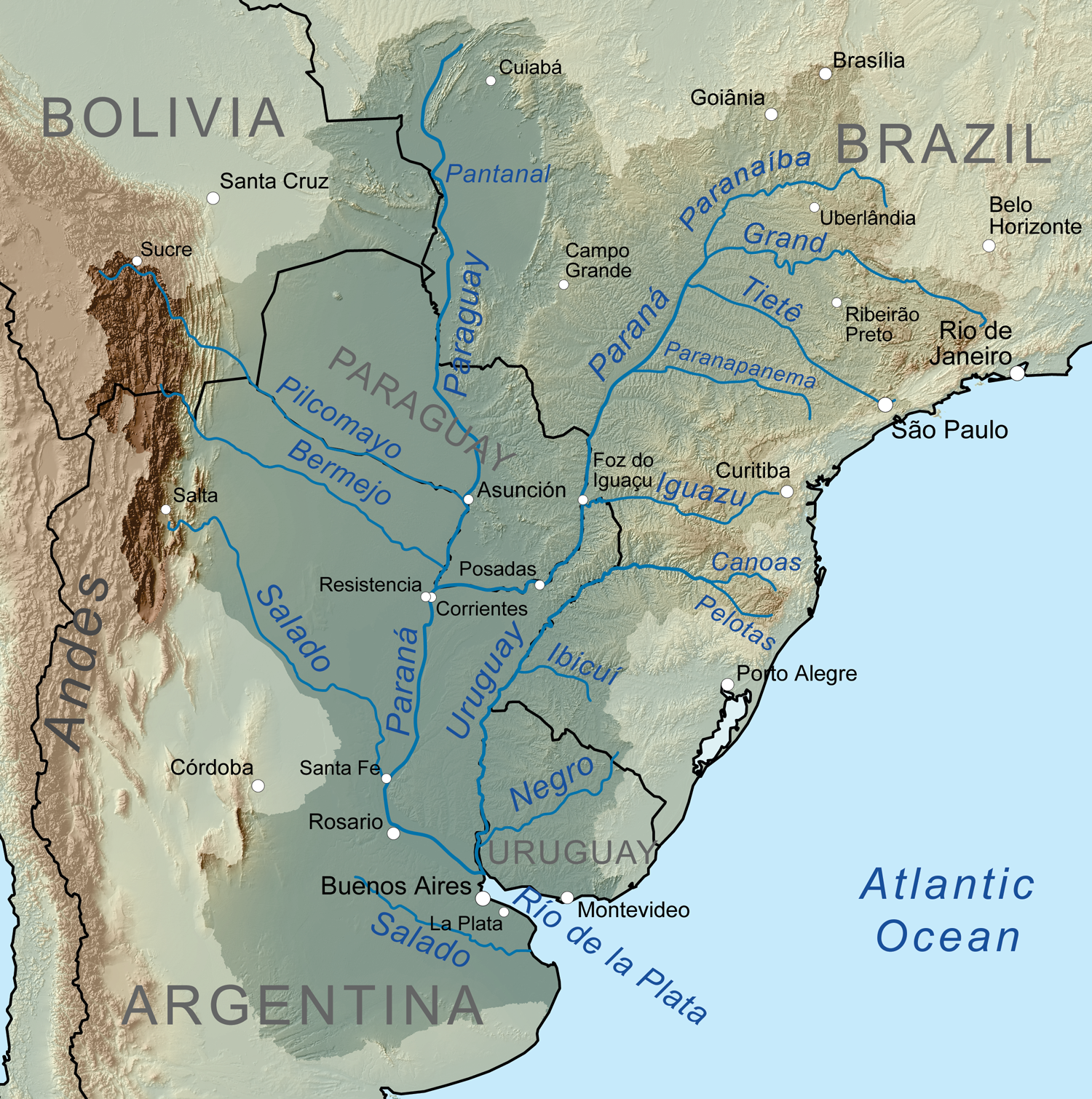
Het bekken van de Tietê-Paraná.